# Região Metropolitana do Sul de Roraima
A Região Metropolitana do Sul de Roraima é uma região metropolitana no estado do Roraima, instituída pela Lei Complementar Estadual nº 130, de 21 de dezembro de 2007, que compreende os municípios de Caroebe, Rorainópolis, São João da Baliza e São Luiz. 